# Erwann Le Péchoux
Erwann Le Péchoux, né le 13 janvier 1982 à Pertuis, est un escrimeur français pratiquant le fleuret, quadruple champion du monde et champion olympique par équipes. À sa cinquième participation aux Jeux olympiques, il est médaillé d'or avec Maxime Pauty, Enzo Lefort et Julien Mertine dans l'épreuve du fleuret hommes par équipes, lors des Jeux olympiques de Tokyo 2020.

## Biographie
Erwann Le Péchoux a débuté l'escrime à l'âge de 7 ans au club de Gardanne. Il fait ensuite partie du club de l'Escrime Pays d'Aix (à Aix-en-Provence) et, depuis 2000, de l'équipe de France senior de fleuret entraînée par les Maîtres Clos et Boidin. Il est gaucher. Son surnom est « Petit Homme ».

### Carrière
Après avoir été vice-champion du monde junior 2001, Erwann Le Péchoux remporte ses deux premiers titres senior aux Championnats de France et Championnat d'Europe 2003. Après une année 2004 sans titre, il remporte en 2005 la coupe du monde et décroche le premier titre de ses trois titres consécutifs de champion du monde par équipes aux Championnats du monde 2005.
En 2008, il ne réussit pas aux Jeux olympiques à Pekin où il est éliminé en quart de finale du tournoi individuel par l'Italien Salvatore Sanzo 10 touches à 9.
Depuis 2006, il est toujours sur le podium des championnats de France en individuel remportant 4 titres et finissant 2 fois troisième. En 2010 et 2011, il fait même le doublé en remportant les titres en individuel et par équipes avec son club du Pays d'Aix.
Le 1er août 2021 à Tokyo, il remporte l'épreuve olympique par équipes associé à Enzo Lefort, Julien Mertine et Maxime Pauty, la France s'imposant en finale face à la Russie 45 touches à 28.

### Après-carrière
Erwann Le Péchoux devient en 2021 entraîneur de l'équipe du Japon masculine de fleuret. Cette équipe remporte le titre mondial en 2023.

### Vie personnelle
Erwann Le Péchoux a trois frères cadets, dont le plus âgé, Hugo, pratique aussi l'escrime au Cercle d'escrime de Meyreuil (13).

## Palmarès
- Jeux olympiques
  -  Médaille d'argent au fleuret par équipe aux Jeux olympiques de 2016 à Rio de Janeiro[5]
  -  Médaille d'or au fleuret par équipe aux Jeux olympiques d'été de 2020 de Tokyo

- Championnats du monde d'escrime
  -  Médaille d'or par équipes aux championnats du monde d'escrime 2005 à Leipzig
  -  Médaille d'or par équipes aux championnats du monde d'escrime 2006 à Turin[6]
  -  Médaille d'or par équipes aux championnats du monde d'escrime 2007 à Saint-Pétersbourg
  -  Médaille d'or par équipes aux championnats du monde d'escrime 2014 à Kazan
  -  Médaille d'argent par équipes aux championnats du monde d'escrime 2011 à Catane
  -  Médaille de bronze par équipes aux championnats du monde d'escrime 2013 à Budapest
  - 2e du championnat du monde junior 2001/2002

- Championnats d'Europe d'escrime
  -  Médaille d'or par équipes aux championnats d'Europe d'escrime 2003
  -  Médaille d'or par équipes aux championnats d'Europe d'escrime 2014
  -  Médaille d'or par équipes aux championnats d'Europe d'escrime 2015
  -  Médaille d'argent par équipes aux championnats d'Europe d'escrime 2011
  -  Médaille d'argent par équipes aux championnats d'Europe d'escrime 2012
  -  Médaille d'argent aux championnats d'Europe d'escrime 2016
  -  Médaille de bronze aux championnats d'Europe d'escrime 2007
  -  Médaille de bronze aux championnats d'Europe d'escrime 2014

- Coupe du monde d'escrime
  -  Médaille d'or à la coupe du monde 2005
- Championnats de France d'escrime
  -  Médaille d'or au fleuret individuel aux Championnats de France 2003
  -  Médaille d'or au fleuret individuel aux Championnats de France 2006
  -  Médaille de bronze au fleuret individuel aux Championnats de France 2007
  -  Médaille d'or au fleuret individuel aux Championnats de France 2008
  -  Médaille de bronze au fleuret individuel aux Championnats de France 2009
  -  Médaille d'or  au fleuret par équipe aux Championnats de France 2010
  -  Médaille d'or au fleuret individuel aux Championnats de France 2010
  -  Médaille d'or  au fleuret par équipe aux Championnats de France 2011[7]
  -  Médaille d'or au fleuret individuel aux Championnats de France 2011

## Décorations
- Chevalier de la Légion d'honneur (2021)[8]
- Chevalier de l'ordre national du Mérite le 1er décembre 2016[9]